# Charlotte Hope
Charlotte Hope là một nữ diễn viên người Anh. Cô nổi tiếng với vai Myranda trong loạt phim Game of Thrones của đài truyền hình HBO (2013-16), và vai Catalina xứ Aragón trong series phim của Starz, The Spanish Princess và Victoria trong bộ phim kinh dị The Nun (2018).

## Tiểu sử
Charlotte học tiếng Pháp và tiếng Tây Ban Nha ở Đại học Oxford. Trong lúc đó, cô bắt đầu tập diễn xuất. Vai diễn đầu tiên của cô là một nữ công nhân nhà máy trong bộ phim nhạc kịch lãng mạn năm 2012 mang tên Les Misérables.
Vào năm 2013, Charlotte thủ vai Myranda - người yêu của Ramsay Bolton trong loạt phim của HBO Game of Thrones. Cô tham gia trong phần 5 và phần ra mắt của phần 6.
Năm 2014, cô là khách mời trong phần 2 của bộ phim The Musketeers, trong vai Charlotte Mellendorf. Cùng năm, cô xuất hiện trong bộ phim TheTheory of Everything, một bộ phim kể về Philippa Hawking, em gái của Stephen Hawking. Năm 2015, cô xuất hiện trong bộ phim truyền hình North v South với vai Willow Clarke. Cùng năm đó, cô xuất hiện trong bài hát "Beautiful to Me" của Olly Murs.
Năm 2016, cô xuất hiện trong bộ phim lãng mạn The United Kingdom, và bộ phim Allied. Năm 2017, cô có mặt trong bộ phim Three Chirsts vào năm 2018, cô đồng đóng vai chính trong bộ phim kinh dị The Nun.
Charlotte còn tham gia công việc ca hát hát, bao gồm các chương trình truyền hình như Buried Child khi cô vào vai Shelly vào năm 2016. Vào năm 2017, cô thủ vai Zara trong bộ phim Albion của nhà hát Almeida vào năm 2018, cô đóng vai mẹ của bác sĩ Micheals trong bộ phim Good for Otto của The New Group.
Vào tháng 3 năm 2019, Charlotte thủ vai chính trong series The Spanish Princess của Starz trong vai Catalina của Aragón. Đây là phần tiếp nối của The White Queen (2013) và The White Princess (2017).

### Phim điện ảnh
Danh mục phim
| Năm  | Tựa đề                     | Vai diễn         | Ghi chú   |
| ---- | -------------------------- | ---------------- | --------- |
| 2012 | Les Misérables             | Factory Woman    |           |
| 2013 | The Invisible Woman        | Young Prostitute |           |
| 2014 | Insomniacs                 | Jenny            | Phim ngắn |
| 2014 | The Theory of Everything   | Philippa Hawking |           |
| 2014 | Playhouse Presents: Marked | Primrose         |           |
| 2015 | North v South              | Willow Clarke    |           |
| 2015 | Miss You Already           | Teenage Jess     |           |
| 2016 | A United Kingdom           | Olivia Lancaster |           |
| 2016 | Allied                     | Louise           |           |
| 2017 | Three Christs              | Becky            |           |
| 2018 | The Nun                    | Sister Victoria  |           |

### Truyền hình
| Năm       | Tựa đề               | Vai diễn             | Ghi chú                                    |
| --------- | -------------------- | -------------------- | ------------------------------------------ |
| 2010      | Casualty             | Ava Dunlop           | Duy nhất trong tập phim: "A Day in a Life" |
| 2010      | Missing              | Caitlin Morgan       | Tập phim 2 và 9                            |
| 2011      | Waking the Dead      | Abigail Harding      | Duy nhất trong 2 tập                       |
| 2012      | Doctors              | Niamh Curram         | Trong tập phim: "Full Time"                |
| 2012–2013 | Holby City           | Eleanor Campbell     | Trong 3 tập phim                           |
| 2013      | Love and Marriage    | Alice                | Trong tập phim: "Who's the Boss?"          |
| 2013      | Law & Order: UK      | Holly Leigh          | Trong tập phim: "Fatherly Love"            |
| 2013      | Whitechapel          | Josie Eagle          | Trong 2 tập phim                           |
| 2013–2016 | Game of Thrones      | Myranda              | Trong 8 tập phim                           |
| 2014      | Vera                 | Saskia Barnes        | Trong tập phim: "The Deer Hunters"         |
| 2014      | The Musketeers       | Charlotte Mellendorf | Trong 2 tập                                |
| 2016      | Death in Paradise    | Lucy Preville        | Tập phim: "One for the Road"               |
| 2016      | Houdini & Doyle      | Molly Morgan         | Tập phim: "Bedlam"                         |
| 2017      | Diana and I          | Sophie Lewis         |                                            |
| 2018      | Endeavour            | Eve Thorne           | Trong tập phim: "Muse"                     |
| 2019–nay  | The Spanish Princess | Catalina của Aragón  | Miniseries                                 |
| 2020      | Bancroft             | Annabel              | Phần 2, Tập 1                              |

### Sân khấu
| Năm  | Tựa đề                    | Vai diễn  | Ghi chú                             |
| ---- | ------------------------- | --------- | ----------------------------------- |
| 2012 | Belarus                   | The Woman | Nhà hát Arcola                      |
| 2013 | Outlines                  | Various   | Nhà hát Old Red Lion                |
| 2015 | A Midsummer Night's Dream | Hermia    | Liverpool Everyman                  |
| 2016 | Buried Child              | Shelly    | Trafalgar Studios                   |
| 2017 | Albion                    | Zara      | Nhà hát Almeida                     |
| 2018 | Good for Otto             | Mom       | The Alice Griffin Jewel Box Theatre |

### Trò chơi điện tử
| Năm  | Tựa đề       | Vai diễn    | Ghi chú            |
| ---- | ------------ | ----------- | ------------------ |
| 2018 | We Happy Few | Sally Boyle | Vai trò lồng tiếng |